# Jutland Settentrionale
La regione dello Jutland Settentrionale (in danese: Region Nordjylland) è una suddivisione amministrativa della Danimarca istituita a partire dal 1º gennaio 2007.

## Storia
La regione è stata costituita in seguito alla riforma municipale danese che ha rimpiazzato le contee tradizionali con cinque regioni.

Nel contempo i comuni di dimensioni minori sono stati uniti per costituirne un numero minore, portando il numero totale di comuni del paese da 271 a 98. La riforma è entrata in vigore il 1º gennaio 2007.

## Geografia
La regione dello Jutland Settentrionale è costituita dall'unione del territorio dell'ex contea dello Jutland Settentrionale con parti dell'ex contea di Viborg (in particolare gli ex comuni di Aalestrup, Hanstholm, Morsø, Sydthy e Thisted) e la metà occidentale del Comune di Mariager (nell'ex Contea di Århus). Comprende inoltre le isole di Morsø, Læsø e l'isola di Vendsyssel-Thy.

## Comuni
(abitanti al 1º gennaio 2024)
- Aalborg (223 174)
- Brønderslev (36 614)
- Frederikshavn (58 376)
- Hjørring (67,118)
- Jammerbugt (38 234)
- Læsø (1 759)
- Mariagerfjord (41 762)
- Morsø (19 764)
- Rebild (30 937)
- Thisted (42 989)
- Vesthimmerland (36 012)